# Marina Georgieva
Marina Georgieva (ur. 13 kwietnia 1997 w Melk) – austriacko-bułgarska piłkarka, występująca na pozycji obrończyni we włoskim klubie ACF Fiorentina. 33-krotna reprezentantka Austrii. Uczestniczka Mistrzostw Europy 2017 i 2022.

## Statystyki

### Klubowe
Na podstawie:
| Klub                      | Sezonów | Liga                 | Liga  | Liga   | Puchar krajowy | Puchar krajowy | Kontynentalne | Kontynentalne | Suma  | Suma   |
| Klub                      | Sezonów | Liga                 | Mecze | Bramki | Mecze          | Bramki         | Mecze         | Bramki        | Mecze | Bramki |
| ------------------------- | ------- | -------------------- | ----- | ------ | -------------- | -------------- | ------------- | ------------- | ----- | ------ |
| SKN St. Pölten II         | 3       | 2. Liga              | 15    | 4      | 0              | 0              | –             | –             | 15    | 4      |
| SKN St. Pölten            | 4       | Frauen Bundesliga    | 30    | 46     | 8              | 14             | 2             | 2             | 40    | 62     |
| 1. FFC Turbine Potsdam II | 2       | 2. Frauen-Bundesliga | 26    | 4      | 0              | 0              | –             | –             | 26    | 4      |
| 1. FFC Turbine Potsdam    | 1       | Frauen Bundesliga    | 0     | 0      | 1              | 0              | –             | –             | 1     | 0      |
| SC Sand II                | 1       | Frauen-Regionalliga  | 1     | 0      | 0              | 0              | –             | –             | 1     | 0      |
| SC Sand                   | 4       | Frauen Bundesliga    | 55    | 3      | 7              | 0              | –             | –             | 62    | 3      |
| Paris Saint-Germain F.C.  | 1       | Division 1 Féminine  | 5     | 0      | 2              | 0              | 2             | 0             | 9     | 0      |
| ACF Fiorentina            | 1       | Serie A              | 9     | 0      | 1              | 0              | –             | –             | 10    | 0      |
|                           | Łącznie | Łącznie              | 120   | 15     | 19             | 14             | 4             | 2             | 143   | 31     |

### Reprezentacyjne
Na podstawie:
| Rok     | Rozgrywki                               | Mecze | Gole | Kartki |
| ------- | --------------------------------------- | ----- | ---- | ------ |
| 2017    | EURO 2017                               | 0     | 0    |        |
| 2018    | Cyprus Cup                              | 1     | 0    |        |
| 2021    | Malta International Football Tournament | 1     | 0    |        |
| 2022    | Eliminacje MŚ 2023                      | 8     | 0    |        |
| 2022    | EURO 2022                               | 4     | 0    |        |
| 2023    | Liga Narodów UEFA 2023/24               | 6     | 0    |        |
|         |                                         |       |      |        |
|         | Mecze towarzyskie                       | 10    | 0    |        |
| Łącznie | Łącznie                                 | 30    | 0    | x0     |

## Sukcesy
Na podstawie:

### Klubowe
Z SKN St. Pölten:
- Mistrzyni Austrii 2014/15, 2015/16
- Puchar Austrii 2013/14, 2014/15, 2015/16